# Catocala ochracea
Catocala ochracea là một loài bướm đêm trong họ Erebidae.